# Pedro Núñez Granés
Pedro Núñez Granés (Benavente, Zamora, 1 de agosto de 1859-?, 20 de julio de 1944) fue un urbanista e ingeniero militar español. Es conocido por el estudio y ejecución de las fortificaciones de La Habana. Siendo técnico municipal, con cargo de director de las Vías Públicas de Madrid, redactó propuestas polémicas e innovadoras de urbanismo, como la del extrarradio de Madrid (Plan del Extrarradio de Madrid, denominado popularmente como el "Plan de Granés"), presentadas en 1910. Finalmente el Plan Granés no se llegó a ejecutar. Es autor, además, de uno de los planos detallados del Madrid de comienzos del siglo XX.

## Biografía
Núñez Granés nació en la ciudad zamorana de Benavente, hijo de Joaquín Núñez Pernía y Carolina Granés y Román, marqueses de los Salados. En 1878 ingresó por oposición en la Academia de Ingenieros Militares, obteniendo el grado de teniente de ingenieros en 1884. Cuatro años después fue destinado a la Comandancia de Toledo con la misión de restaurar la Alcazaba. El éxito obtenido se tradujo en méritos en su hoja de servicios, hasta el punto de ascender a capitán. En octubre de 1895 fue destinado Cuba donde fue comisionado para el estudio y ejecución de las fortificaciones de La Habana (concretamente de su actuación en El Vedado).
Sin terminar la guerra de Cuba regresó a Madrid. El Ayuntamiento de Madrid le incorporó como ingeniero municipal el 4 de agosto de 1897. Durante estos años la ciudad experimentó una serie de desarrollos urbanísticos. En 1903 fue asignado como Ingeniero Director de las Vías Públicas de Madrid. En el desempeño de estas labores municipales desarrolló el "Proyecto para la Urbanización del extrarradio", con el que intentaba responder al creciente problema de urbanización de la periferia de la ciudad. Dicho proyecto fue aprobado en 1916, pero quedó pendiente de una Ley de urbanización que finalmente no se llegó a promulgar.
Al mismo tiempo se redactaron otras propuestas como la presentada por José López Sallaberry, una especie de contrapropuesta denominada "Plan General de Extensión de Madrid" realizada en 1922. Este mismo año se acordó reformar el proyecto de Núñez y dos años después se aprobó el Estatuto Municipal. En 1929 el Ayuntamiento de Madrid convocó un concurso de carácter internacional para la reforma del Interior y urbanización del Extrarradio. Diseñó otros planes como el de Canalizaciones en el que se situaban todos los servicios existentes de la ciudad en el subsuelo de la misma. El Proyecto de prolongación de la Castellana redactado en 1915 proponía eliminar el Hipódromo de la Castellana, que suponía un obstáculo de crecimiento y prolongación hacia la carretera de Francia (la actual calle de Bravo Murillo). El proyecto no logró ejecutarse debido a que el hipódromo era propiedad del Estado y el Ayuntamiento no tenía competencias.
En 1907 Pedro Núñez Granés, con el fin de mejorar las comunicaciones en Zamora, su provincia de nacimiento, elaboró el proyecto de ferrocarril entre Benavente y Villanueva del Campo, que se encuadraba dentro del marco de la «Ley de ferrocarriles secundarios», siendo un ramal de unos 30 km de la vía principal, Plasencia a Astorga. Sin embargo este tramo viario nunca llegó a construirse.

## Plan Granés
A finales de siglo XIX Madrid se dividía en tres grandes áreas urbanizadas. El interior que corresponde al casco antiguo, el ensanche que era una franja perimetral y el extrarradio. El ingeniero José Marvá Mayer  ya mencionaba en esta época la solución que permite el urbanismo como ciencia aportar al problema de crecimiento constante que experimentaba la ciudad. 
En el año 1909, Granés participó en Washington en la Conferencia Nacional de "City Planning and the Problems of Congestion" y en el año 1913, en la "Exposición Internacional de Higiene" celebrada en la ciudad alemana de Dresde, obtuvo un premio por su proyecto para la urbanización del extrarradio de Madrid, y en 1924 gana el concurso municipal madrileño por sus ideas reformistas. El Plan tuvo algunas críticas por el "desmesurado crecimiento" que parecía tomar como hipótesis Granés. Finalmente, a pesar de todos los beneplácitos, el Plan no se ejecutó.

## Premios y reconocimientos
- Gran Cruz de la Orden de Isabel la Católica
- Cruz de la Orden de San Hermenegildo
- Placa de segunda clase del Mérito Militar
- Encomienda del Hinchan Iftikhar de Túnez
- Medalla de Oro del Centenario de los Gloriosos Sitios de Astorga
- Diploma de Honor en la Exposición Internacional de Dresde
- Medalla de los Sitios de Zaragoza, por su obra Ideas Generales sobre la Urbanización de los alrededores de las grandes urbes.[2]
- Hijo predilecto de Benavente (Zamora).[5]

## Publicaciones

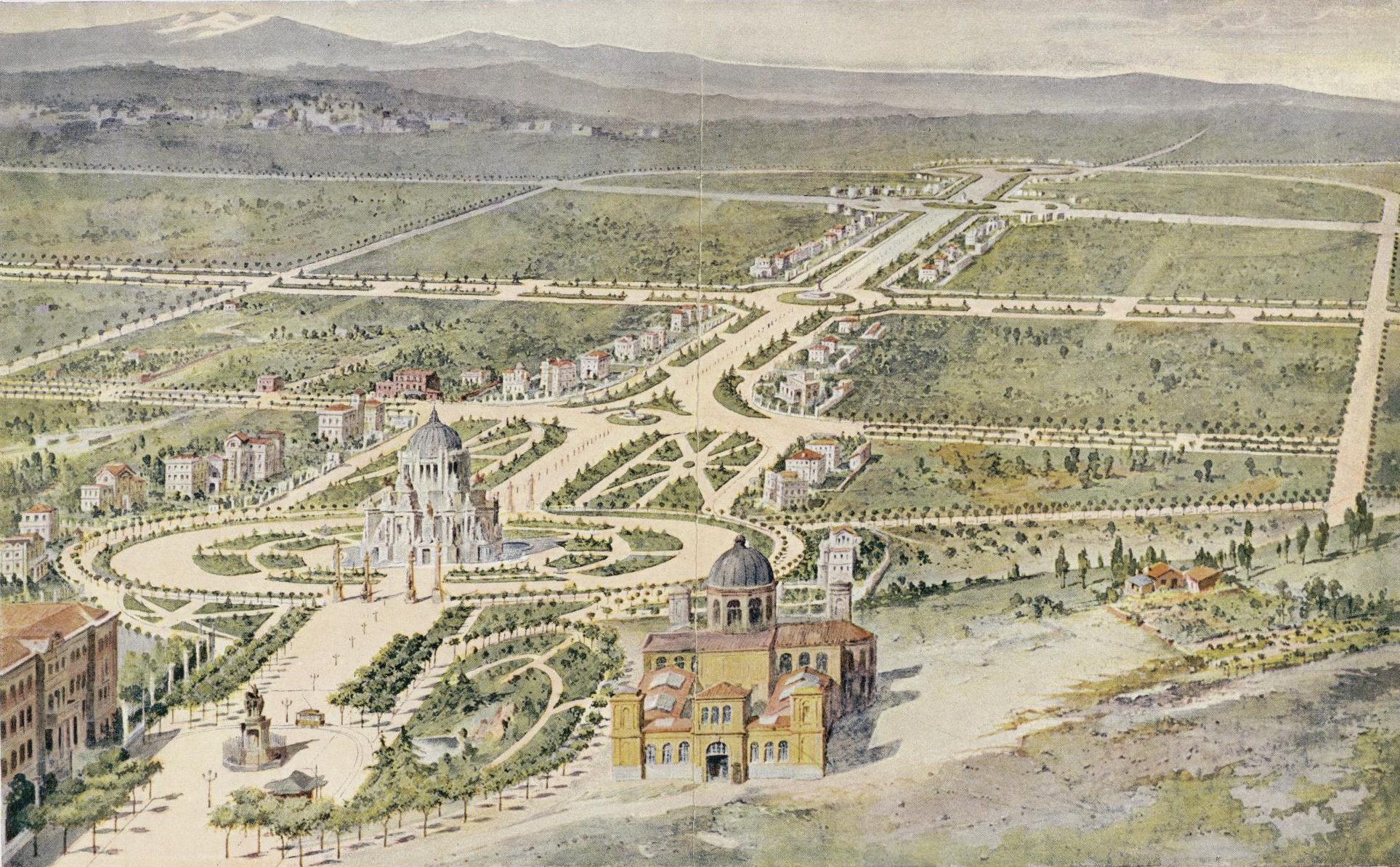
Proyecto para la prolongación del Paseo de la Castellana Madrid

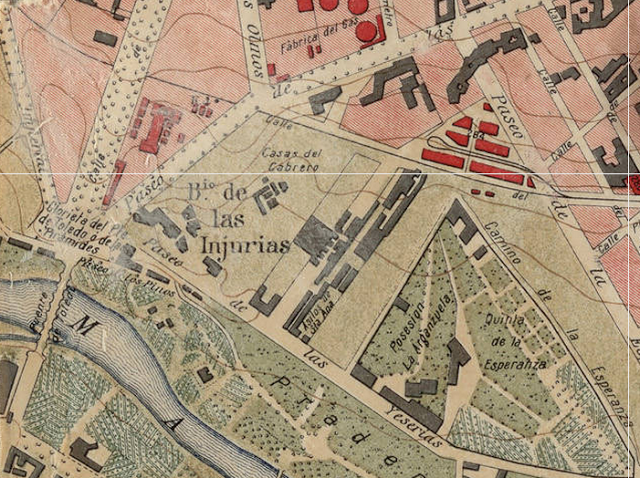
Plano Barrio de Las Injurias, Madrid.1919-Pedro Núñez Granés

- Vías públicas del interior, ensanche y extrarradio. Memoria relativa a los trabajos efectuados en dichas vías en los años de 1904 y 1905.(1906)
- Ideas generales sobre la urbanización de los alrededores de las grandes.(1908)
- Informe sobre las proposiciones presentadas en el concurso para el alumbrado público.(1913)
- Proyecto para la prolongación del paseo de la Castellana.(1917)
- Plano nuevo de Madrid.(1918)
- El problema de la urbanización del Extrarradio de dicha Villa : desde los puntos de vista técnico, económico, administrativo y legal.(1920)
- Memoria sobre la vialidad en Madrid.(1924)
- La extensión general de Madrid des los puntos de vista técnico,económico, administrativo y legal.(1924)
- III Congreso Internacional de Ciudades. Ideas para evitar los inconvenientes de la aglomeración urbana en Madrid propuso a su ayuntamiento el ingeniero director de vías públicas de dicha villa.(1925).[6]

### Mapas y cartografía
- Souvenir de Madrid.(1905)
- Plano de Madrid y su término municipal.(1911)
- Proyecto para la prolongación del paseo de la Castellana,
- Plano nuevo de Madrid